# Hongkong na Zimowych Igrzyskach Olimpijskich 2010

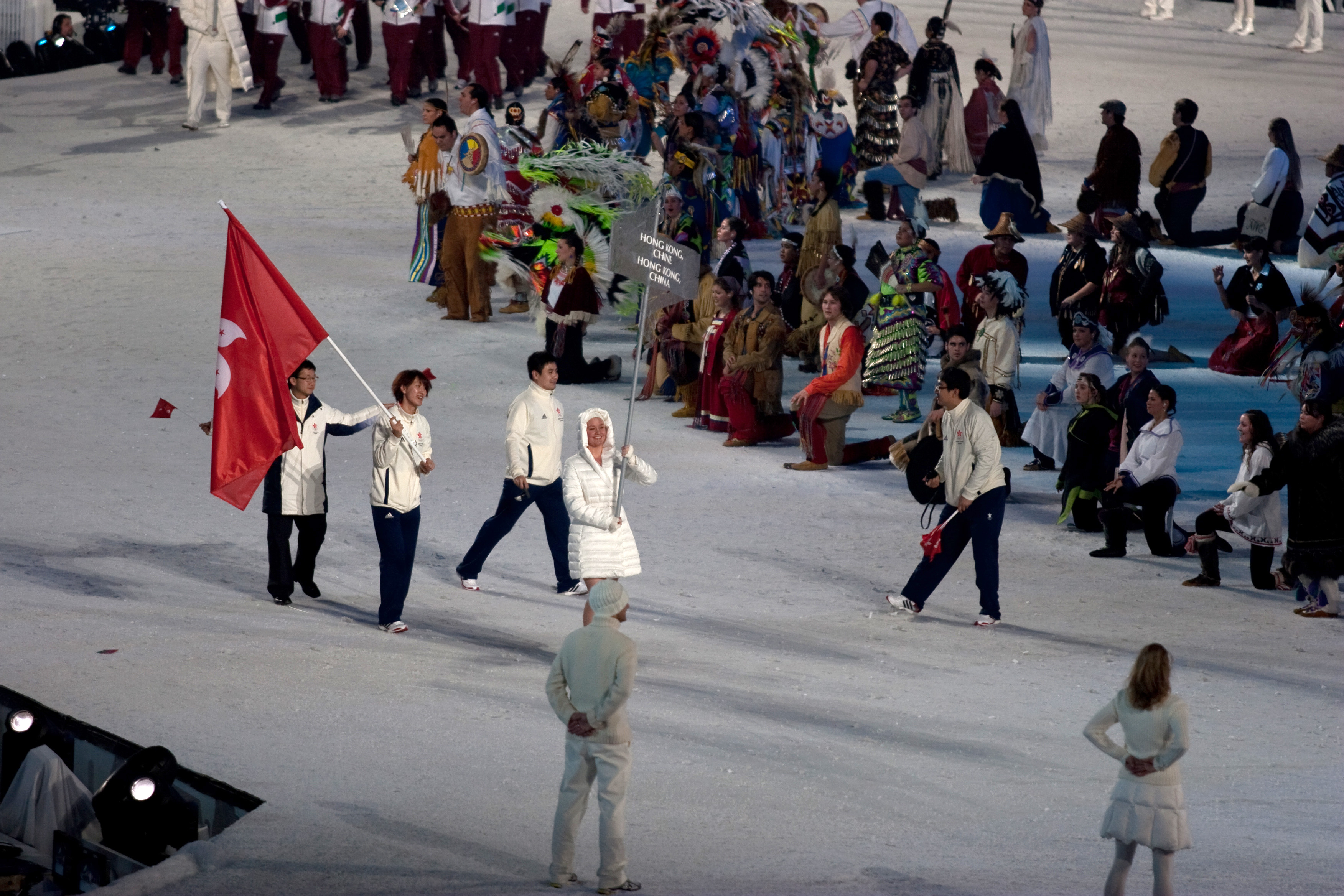
Reprezentacja Hongkongu podczas ceremonii otwarcia Zimowych Igrzysk Olimpijskich 2010

Hongkong na Zimowych Igrzyskach Olimpijskich 2010 reprezentowała jedna zawodniczka. Był to trzeci start reprezentacji Hongkongu na zimowych igrzyskach olimpijskich.

## Skład reprezentacji

### Short track
| Konkurencja   | Wiek | Zawodniczka | Kwalifikacje | Kwalifikacje | Ćwierćfinał | Ćwierćfinał | Półfinał | Półfinał | Finał | Finał   | Miejsce |
| Konkurencja   | Wiek | Zawodniczka | Czas         | Pozycja      | Czas        | Pozycja     | Czas     | Pozycja  | Czas  | Pozycja | Miejsce |
| ------------- | ---- | ----------- | ------------ | ------------ | ----------- | ----------- | -------- | -------- | ----- | ------- | ------- |
| Kobiety       |      |             |              |              |             |             |          |          |       |         |         |
| Han Yueshuang | 27   | 500 m       | 48.625       | 3.           | NQ          | NQ          | NQ       | NQ       | NQ    | NQ      | 24.     |
| Han Yueshuang | 27   | 1000 m      | 1:38.115     | 4.           | NQ          | NQ          | NQ       | NQ       | NQ    | NQ      | 27.     |
| Han Yueshuang | 27   | 1500 m      | 2:35.742     | 6.           | NQ          | NQ          | NQ       | NQ       | NQ    | NQ      | 32.     |